# مسجد البريكة
مسجد البريكة، مسجد تاريخي قديم، يقع في منطقة القصيم وسط المملكة العربية السعودية.

## الوصف
تنتشر على سطح الموقع الأثري المعروف بالبريكة أو العوسجة عدد من البقايا والأطلال الأثرية المعمارية٬ منها الآبار والأحواض والقنوات المائية٬ والمنشآت السكنية التي من بينها مسجد واضح التفاصيل٬ تظهر جدرانه الأربعة٬ وقد طمرت الرمال معظم اجزائها وأوضحها الجدار القبلي الذي يتوسطه المحراب، وقد شيد المسجد بالحجارة والجص.
يتضح من أساسات المسجد أنه مستطيل الشكل٬ طوله من الشمال إلى الجنوب 27 متر وعرضه 29 متر٬ وسُمْك جدرانه 50 سم٬ أما حنية المحراب فتبلغ 1.5 متر. وتحيط بهذه الأخيرة كتلة بنائية مستطيلة الشكل٬ طول ضلعها من الجنوب إلى الشمال 5 متر وعرضها 2.5 متر. وللمسجد بابان عرض فتحة كل منهما متر واحد٬ وأحد الأبواب يظهر في منتصف الجدار الشمالي٬ والآخر في الجدار الشرقي وبجوار هذا الباب توجد كتلة بنائية مستطيلة الشكل٬ طولها من الشرق إلى الغرب 2.30 متر وعرضها 1.50 متر٬ ويظهر أن هذه الكتلة تشكل الأساسات التي تقوم عليها مئذنة المسجد.

## انظر ايضاً
- مساجد
- القصيم